# Liste der Nummer-eins-Hits in Frankreich (2017)
Diese Liste der Nummer-eins-Hits in Frankreich 2017 basiert auf den offiziellen Chartlisten des Syndicat National de l’édition Phonographique (SNEP), der französischen Landesgruppe der IFPI.
Bis Februar gab es bei den Singles parallel Download- und Streaming-Charts, ab 10. Februar wurden sie zu den Top Singles zusammengefasst. Für die Alben ist die Chartliste Top Albums maßgeblich.

## Singles
| ← 2016 ← | Liste der Nummer-eins-Hits in Frankreich (Top Singles Téléchargés) | Liste der Nummer-eins-Hits in Frankreich (Top Singles Téléchargés) | Liste der Nummer-eins-Hits in Frankreich (Top Singles Téléchargés)                                                           | 2018 →                    |
| \| Zeitraum \| Wo. ges. \| Interpret \| Titel Autor(en) \| Zusätzliche Informationen \| \| (Zeitraum, Wochen auf Platz eins, Interpret, Titel, Autor[en], zusätzliche Informationen) \| \| \| \| \| \| ----------------------------------------------------------------------------------------- \| -------- \| -------------------------- \| ---------------------------------------------------------------------------------------------------------------------------- \| ------------------------- \| \| 30. Dezember 2016 – 5. Januar 2017 1 Woche \| 1 \| The Weeknd feat. Daft Punk \| I Feel It Coming Abel Tesfaye, Thomas Bangalter, Guy-Manuel de Homem-Christo, Martin McKinney, Henry Walter, Eric Chedeville \| – \| \| 6. Januar 2017 – 9. Februar 2017 5 Wochen \| 5 \| Ed Sheeran \| Shape of You Ed Sheeran, Steve Mac, Johnny McDaid, Kandi Burruss, Tameka Cottle, Kevin Briggs \| – \| |                                                                    |                                                                    | |                           |
| ← 2016 |                                                                    |                                                                    | | → 2018 →                  |
| Zeitraum | Wo. ges.                                                           | Interpret                                                          | Titel Autor(en) | Zusätzliche Informationen |
| (Zeitraum, Wochen auf Platz eins, Interpret, Titel, Autor[en], zusätzliche Informationen) |                                                                    |                                                                    | |                           |
| 30. Dezember 2016 – 5. Januar 2017 1 Woche | 1                                                                  | The Weeknd feat. Daft Punk                                         | I Feel It Coming Abel Tesfaye, Thomas Bangalter, Guy-Manuel de Homem-Christo, Martin McKinney, Henry Walter, Eric Chedeville | –                         |
| 6. Januar 2017 – 9. Februar 2017 5 Wochen | 5                                                                  | Ed Sheeran                                                         | Shape of You Ed Sheeran, Steve Mac, Johnny McDaid, Kandi Burruss, Tameka Cottle, Kevin Briggs                                | –                         |

| ← 2016 ← | Liste der Nummer-eins-Hits in Frankreich (Top Singles Streaming) | Liste der Nummer-eins-Hits in Frankreich (Top Singles Streaming) | Liste der Nummer-eins-Hits in Frankreich (Top Singles Streaming)                              | 2018 →                    |
| \| Zeitraum \| Wo. ges. \| Interpret \| Titel Autor(en) \| Zusätzliche Informationen \| \| (Zeitraum, Wochen auf Platz eins, Interpret, Titel, Autor[en], zusätzliche Informationen) \| \| \| \| \| \| ----------------------------------------------------------------------------------------- \| -------- \| ---------- \| --------------------------------------------------------------------------------------------- \| ------------------------- \| \| 16. Dezember 2016 – 5. Januar 2017 3 Wochen \| 3 \| Nekfeu \| Mauvaise graine Nekfeu, Hugz \| – \| \| 6. Januar 2017 – 9. Februar 2017 5 Wochen \| 5 \| Ed Sheeran \| Shape of You Ed Sheeran, Steve Mac, Johnny McDaid, Kandi Burruss, Tameka Cottle, Kevin Briggs \| – \| |                                                                  |                                                                  |                                                                                               |                           |
| ← 2016 |                                                                  |                                                                  |                                                                                               | → 2018 →                  |
| Zeitraum | Wo. ges.                                                         | Interpret                                                        | Titel Autor(en)                                                                               | Zusätzliche Informationen |
| (Zeitraum, Wochen auf Platz eins, Interpret, Titel, Autor[en], zusätzliche Informationen) |                                                                  |                                                                  |                                                                                               |                           |
| 16. Dezember 2016 – 5. Januar 2017 3 Wochen | 3                                                                | Nekfeu                                                           | Mauvaise graine Nekfeu, Hugz                                                                  | –                         |
| 6. Januar 2017 – 9. Februar 2017 5 Wochen | 5                                                                | Ed Sheeran                                                       | Shape of You Ed Sheeran, Steve Mac, Johnny McDaid, Kandi Burruss, Tameka Cottle, Kevin Briggs | –                         |

Bis einschließlich 9. Februar 2017 existierten zwei verschiedene Singlecharts: Top Singles Téléchargés (Downloads) und Top Singles Streaming. Diese wurden ab 10. Februar in der kombinierten Chartliste Top Singles (téléchargement + streaming) zusammengefasst.

| ← 2016 ← | Liste der Nummer-eins-Hits in Frankreich (Top Singles [téléchargement + streaming]) | Liste der Nummer-eins-Hits in Frankreich (Top Singles [téléchargement + streaming]) | Liste der Nummer-eins-Hits in Frankreich (Top Singles [téléchargement + streaming])           | 2018 →                    |
| \| Zeitraum \| Wo. ges. \| Interpret \| Titel Autor(en) \| Zusätzliche Informationen \| \| (Zeitraum, Wochen auf Platz eins, Interpret, Titel, Autor[en], zusätzliche Informationen) \| \| \| \| \| \| ----------------------------------------------------------------------------------------- \| -------- \| ----------------------------- \| --------------------------------------------------------------------------------------------- \| ------------------------- \| \| 10. Februar 2017 – 20. April 2017 10 Wochen \| 10 \| Ed Sheeran \| Shape of You Ed Sheeran, Steve Mac, Johnny McDaid, Kandi Burruss, Tameka Cottle, Kevin Briggs \| – \| \| 21. April 2017 – 20. Juli 2017 13 Wochen \| 13 \| Luis Fonsi feat. Daddy Yankee \| Despacito Luis Rodríguez, Erika Ender, Ramón Ayala \| – \| \| 21. Juli 2017 – 5. Oktober 2017 11 Wochen \| 11 \| Niska \| Réseaux Le Motif, Niska, Pyroman, Heezy Lee \| – \| \| 6. Oktober 2017 – 30. November 2017 8 Wochen \| 8 \| Kalash feat. Damso \| Mwaka Moon \| – \| \| 1. Dezember 2017 – 7. Dezember 2017 1 Woche \| 1 \| Booba \| Petite fille \| – \| \| 8. Dezember 2017 – 14. Dezember 2017 1 Woche \| 1 \| Johnny Hallyday \| Je te promets \| – \| \| 15. Dezember 2017 – 11. Januar 2018 4 Wochen \| 4 \| Ed Sheeran \| Perfect Ed Sheeran \| – \| |                                                                                     |                                                                                     |                                                                                               |                           |
| ← 2016 |                                                                                     |                                                                                     |                                                                                               | → 2018 →                  |
| Zeitraum | Wo. ges.                                                                            | Interpret                                                                           | Titel Autor(en)                                                                               | Zusätzliche Informationen |
| (Zeitraum, Wochen auf Platz eins, Interpret, Titel, Autor[en], zusätzliche Informationen) |                                                                                     |                                                                                     |                                                                                               |                           |
| 10. Februar 2017 – 20. April 2017 10 Wochen | 10                                                                                  | Ed Sheeran                                                                          | Shape of You Ed Sheeran, Steve Mac, Johnny McDaid, Kandi Burruss, Tameka Cottle, Kevin Briggs | –                         |
| 21. April 2017 – 20. Juli 2017 13 Wochen | 13                                                                                  | Luis Fonsi feat. Daddy Yankee                                                       | Despacito Luis Rodríguez, Erika Ender, Ramón Ayala                                            | –                         |
| 21. Juli 2017 – 5. Oktober 2017 11 Wochen | 11                                                                                  | Niska                                                                               | Réseaux Le Motif, Niska, Pyroman, Heezy Lee                                                   | –                         |
| 6. Oktober 2017 – 30. November 2017 8 Wochen | 8                                                                                   | Kalash feat. Damso                                                                  | Mwaka Moon                                                                                    | –                         |
| 1. Dezember 2017 – 7. Dezember 2017 1 Woche | 1                                                                                   | Booba                                                                               | Petite fille                                                                                  | –                         |
| 8. Dezember 2017 – 14. Dezember 2017 1 Woche | 1                                                                                   | Johnny Hallyday                                                                     | Je te promets                                                                                 | –                         |
| 15. Dezember 2017 – 11. Januar 2018 4 Wochen | 4                                                                                   | Ed Sheeran                                                                          | Perfect Ed Sheeran                                                                            | –                         |

## Alben
| ← 2016 ← | Liste der Nummer-eins-Hits in Frankreich | Liste der Nummer-eins-Hits in Frankreich | Liste der Nummer-eins-Hits in Frankreich | 2018 →                    |
| \| Zeitraum \| Wo. ges. \| Interpret \| Titel \| Zusätzliche Informationen \| \| (Zeitraum, Wochen auf Platz eins, Interpret, Titel, zusätzliche Informationen) \| \| \| \| \| \| ------------------------------------------------------------------------------ \| -------- \| ------------------------ \| --------------------------------- \| ------------------------- \| \| 30. Dezember 2016 – 19. Januar 2017 3 Wochen (insgesamt 4) \| 4 \| Jul \| L’Ovni \| – \| \| 20. Januar 2017 – 26. Januar 2017 1 Woche \| 1 \| Vald \| Agartha \| – \| \| 27. Januar 2017 – 23. Februar 2017 4 Wochen \| 4 \| Vianney \| Vianney \| – \| \| 24. Februar 2017 – 2. März 2017 1 Woche \| 1 \| Rag ’n’ Bone Man \| Human \| – \| \| 3. März 2017 – 16. März 2017 2 Wochen \| 2 \| Les Enfoirés \| Mission Enfoirés \| – \| \| 17. März 2017 – 23. März 2017 1 Woche \| 1 \| Depeche Mode \| Spirit \| – \| \| 24. März 2017 – 30. März 2017 1 Woche (insgesamt 2) \| 2 \| Ed Sheeran \| ÷ \| – \| \| 31. März 2017 – 27. April 2017 4 Wochen \| 4 \| Lacrim \| Force & Honneur \| – \| \| 28. April 2017 – 4. Mai 2017 1 Woche (insgesamt 5) \| 5 \| Damso \| Ipséité \| – \| \| 5. Mai 2017 – 11. Mai 2017 1 Woche \| 1 \| Sch \| Deo Favente \| – \| \| 12. Mai 2017 – 18. Mai 2017 1 Woche (insgesamt 5) \| 5 \| Damso \| Ipséité \| – \| \| 19. Mai 2017 – 25. Mai 2017 1 Woche \| 1 \| Mister V \| Double V \| – \| \| 26. Mai 2017 – 8. Juni 2017 2 Wochen (insgesamt 5) \| 5 \| Damso \| Ipséité \| – \| \| 9. Juni 2017 – 15. Juni 2017 1 Woche \| 1 \| Gauvain Sers \| Pourvu \| – \| \| 16. Juni 2017 – 22. Juni 2017 1 Woche (insgesamt 5) \| 5 \| Damso \| Ipséité \| – \| \| 23. Juni 2017 – 29. Juni 2017 1 Woche \| 1 \| Bigflo & Oli \| La vraie vie \| – \| \| 30. Juni 2017 – 6. Juli 2017 1 Woche (insgesamt 3) \| 3 \| Jul \| Je ne me vois pas briller \| – \| \| 7. Juli 2017 – 13. Juli 2017 1 Woche \| 1 \| Keen’V \| 7 \| – \| \| 14. Juli 2017 – 20. Juli 2017 1 Woche (insgesamt 3) \| 3 \| Jul \| Je ne me vois pas briller \| – \| \| 21. Juli 2017 – 10. August 2017 3 Wochen \| 3 \| Céline Dion \| Un peu de nous \| – \| \| 11. August 2017 – 17. August 2017 1 Woche (insgesamt 3) \| 3 \| Jul \| Je ne me vois pas briller \| – \| \| 18. August 2017 – 24. August 2017 1 Woche \| 1 \| Kids United \| Forever United \| – \| \| 25. August 2017 – 7. September 2017 2 Wochen \| 2 \| Calogero \| Liberté chérie \| – \| \| 8. September 2017 – 14. September 2017 1 Woche \| 1 \| Indochine \| 13 \| – \| \| 15. September 2017 – 21. September 2017 1 Woche \| 1 \| Ninho \| Comme prévu \| – \| \| 22. September 2017 – 19. Oktober 2017 4 Wochen \| 4 \| Niska \| Commando \| – \| \| 20. Oktober 2017 – 9. November 2017 3 Wochen \| 3 \| Orelsan \| La fête est finie \| – \| \| 10. November 2017 – 16. November 2017 1 Woche \| 1 \| Louane \| Louane \| – \| \| 17. November 2017 – 23. November 2017 1 Woche \| 1 \| Lacrim \| R.I.P.R.O 3 \| – \| \| 24. November 2017 – 30. November 2017 1 Woche (insgesamt 3) \| 3 \| Dadju \| Gentleman 2.0 \| – \| \| 1. Dezember 2017 – 14. Dezember 2017 2 Wochen \| 2 \| Verschiedene Interpreten \| On a tous quelque chose de Johnny \| – \| \| 15. Dezember 2017 – 28. Dezember 2017 2 Wochen \| 2 \| Ed Sheeran \| ÷ \| – \| \| 29. Dezember 2017 – 18. Januar 2018 3 Wochen \| 3 \| Booba \| Trône \| – \| |                                          |                                          |                                          |                           |
| ← 2016 |                                          |                                          |                                          | → 2018 →                  |
| Zeitraum | Wo. ges.                                 | Interpret                                | Titel                                    | Zusätzliche Informationen |
| (Zeitraum, Wochen auf Platz eins, Interpret, Titel, zusätzliche Informationen) |                                          |                                          |                                          |                           |
| 30. Dezember 2016 – 19. Januar 2017 3 Wochen (insgesamt 4) | 4                                        | Jul                                      | L’Ovni                                   | –                         |
| 20. Januar 2017 – 26. Januar 2017 1 Woche | 1                                        | Vald                                     | Agartha                                  | –                         |
| 27. Januar 2017 – 23. Februar 2017 4 Wochen | 4                                        | Vianney                                  | Vianney                                  | –                         |
| 24. Februar 2017 – 2. März 2017 1 Woche | 1                                        | Rag ’n’ Bone Man                         | Human                                    | –                         |
| 3. März 2017 – 16. März 2017 2 Wochen | 2                                        | Les Enfoirés                             | Mission Enfoirés                         | –                         |
| 17. März 2017 – 23. März 2017 1 Woche | 1                                        | Depeche Mode                             | Spirit                                   | –                         |
| 24. März 2017 – 30. März 2017 1 Woche (insgesamt 2) | 2                                        | Ed Sheeran                               | ÷                                        | –                         |
| 31. März 2017 – 27. April 2017 4 Wochen | 4                                        | Lacrim                                   | Force & Honneur                          | –                         |
| 28. April 2017 – 4. Mai 2017 1 Woche (insgesamt 5) | 5                                        | Damso                                    | Ipséité                                  | –                         |
| 5. Mai 2017 – 11. Mai 2017 1 Woche | 1                                        | Sch                                      | Deo Favente                              | –                         |
| 12. Mai 2017 – 18. Mai 2017 1 Woche (insgesamt 5) | 5                                        | Damso                                    | Ipséité                                  | –                         |
| 19. Mai 2017 – 25. Mai 2017 1 Woche | 1                                        | Mister V                                 | Double V                                 | –                         |
| 26. Mai 2017 – 8. Juni 2017 2 Wochen (insgesamt 5) | 5                                        | Damso                                    | Ipséité                                  | –                         |
| 9. Juni 2017 – 15. Juni 2017 1 Woche | 1                                        | Gauvain Sers                             | Pourvu                                   | –                         |
| 16. Juni 2017 – 22. Juni 2017 1 Woche (insgesamt 5) | 5                                        | Damso                                    | Ipséité                                  | –                         |
| 23. Juni 2017 – 29. Juni 2017 1 Woche | 1                                        | Bigflo & Oli                             | La vraie vie                             | –                         |
| 30. Juni 2017 – 6. Juli 2017 1 Woche (insgesamt 3) | 3                                        | Jul                                      | Je ne me vois pas briller                | –                         |
| 7. Juli 2017 – 13. Juli 2017 1 Woche | 1                                        | Keen’V                                   | 7                                        | –                         |
| 14. Juli 2017 – 20. Juli 2017 1 Woche (insgesamt 3) | 3                                        | Jul                                      | Je ne me vois pas briller                | –                         |
| 21. Juli 2017 – 10. August 2017 3 Wochen | 3                                        | Céline Dion                              | Un peu de nous                           | –                         |
| 11. August 2017 – 17. August 2017 1 Woche (insgesamt 3) | 3                                        | Jul                                      | Je ne me vois pas briller                | –                         |
| 18. August 2017 – 24. August 2017 1 Woche | 1                                        | Kids United                              | Forever United                           | –                         |
| 25. August 2017 – 7. September 2017 2 Wochen | 2                                        | Calogero                                 | Liberté chérie                           | –                         |
| 8. September 2017 – 14. September 2017 1 Woche | 1                                        | Indochine                                | 13                                       | –                         |
| 15. September 2017 – 21. September 2017 1 Woche | 1                                        | Ninho                                    | Comme prévu                              | –                         |
| 22. September 2017 – 19. Oktober 2017 4 Wochen | 4                                        | Niska                                    | Commando                                 | –                         |
| 20. Oktober 2017 – 9. November 2017 3 Wochen | 3                                        | Orelsan                                  | La fête est finie                        | –                         |
| 10. November 2017 – 16. November 2017 1 Woche | 1                                        | Louane                                   | Louane                                   | –                         |
| 17. November 2017 – 23. November 2017 1 Woche | 1                                        | Lacrim                                   | R.I.P.R.O 3                              | –                         |
| 24. November 2017 – 30. November 2017 1 Woche (insgesamt 3) | 3                                        | Dadju                                    | Gentleman 2.0                            | –                         |
| 1. Dezember 2017 – 14. Dezember 2017 2 Wochen | 2                                        | Verschiedene Interpreten                 | On a tous quelque chose de Johnny        | –                         |
| 15. Dezember 2017 – 28. Dezember 2017 2 Wochen | 2                                        | Ed Sheeran                               | ÷                                        | –                         |
| 29. Dezember 2017 – 18. Januar 2018 3 Wochen | 3                                        | Booba                                    | Trône                                    | –                         |